# Костарєв Сергій Володимирович
Сергій Володимирович Костарєв (рос. Сергей Владимирович Костарев, нар. 25 березня 1966) — радянський фехтувальник на шпагах, бронзовий призер Олімпійських ігор 1992 року, чемпіон світу.

## Виступи на Олімпіадах
| Олімпіада      | Дисципліна     | Місце |
| -------------- | -------------- | ----- |
| Барселона 1992 | командна шпага | 3     |